# Laura Milani
Laura Milani (Milán, 30 de septiembre de 1984) es una deportista italiana que compitió en remo.
Ganó tres medallas en el Campeonato Mundial de Remo entre los años 2009 y 2013, y seis medallas en el Campeonato Europeo de Remo entre los años 2007 y 2014.

## Palmarés internacional
| Campeonato Mundial | Campeonato Mundial          | Campeonato Mundial | Campeonato Mundial      |
| Año                | Lugar                       | Medalla            | Prueba                  |
| ------------------ | --------------------------- | ------------------ | ----------------------- |
| 2009               | Poznań (Polonia)            | Medalla de plata   | Scull individual ligero |
| 2010               | Cambridge (Nueva Zelanda)   | Medalla de bronce  | Scull individual ligero |
| 2013               | Chungju (Corea del Sur)     | Medalla de oro     | Doble scull ligero      |
| Campeonato Europeo |                             |                    |                         |
| Año                | Lugar                       | Medalla            | Prueba                  |
| 2007               | Poznań (Polonia)            | Medalla de bronce  | Doble scull ligero      |
| 2010               | Montemor-o-Velho (Portugal) | Medalla de bronce  | Scull individual ligero |
| 2011               | Plovdiv (Bulgaria)          | Medalla de bronce  | Doble scull ligero      |
| 2012               | Varese (Italia)             | Medalla de oro     | Doble scull ligero      |
| 2013               | Sevilla (España)            | Medalla de oro     | Doble scull ligero      |
| 2014               | Belgrado (Serbia)           | Medalla de oro     | Doble scull ligero      |